# Maëva Guillerme
Pour les articles homonymes, voir Guillerme.
Maëva Guillerme est une joueuse de handball française née le 29 juillet 1988 à Évreux, évoluant au poste d'ailière gauche au Mérignac Handball depuis janvier 2016.

## Biographie
Formée à Le Havre AC Handball, elle est 3 fois vice-championne de France entre 2008 et 2010. À l'été 2010, elle rejoint Arvor 29. Titulaire au poste d'ailière gauche, elle fait un très bon début de saison au point d'être retenue par Olivier Krumbholz pour un stage en équipe de France A. Elle y réalise un doublé championnat-Coupe de la Ligue en 2012, mais le club est contraint de déposer le bilan au cours de l'été. Pour autant, sa signature pour l'OGC Nice Côte d'Azur Handball avait été actée en mai.
Après une dernière saison à Nice perturbée par les blessures, elle s'engage en 2015 avec l'Union Bègles Bordeaux-Mios Biganos. Mais l'UBB-MB dépose le bilan en novembre 2015 et Maëva Guillerme décide dans un premier temps de mettre un terme à sa carrière sportive avant de finalement signer au Mérignac Handball en deuxième division. Elle remporte deux fois d'affilée la compétition avec Mérignac, avant de monter en LFH en 2019. 

## Palmarès
- championne de France (1) en 2012 (avec Arvor 29)
- vainqueur de la coupe de la Ligue (1) en 2012 (avec Arvor 29)
- finaliste de la coupe de la Ligue en 2009 (avec Le Havre AC)
- finaliste de la coupe de France en 2010 (avec Le Havre AC)
- championne de France de deuxième division (2) en 2018 et 2019 (avec Mérignac Handball)